# A fehér nyúl (Lost)
2004. október 20-án került először adásba az amerikai ABC csatornán a sorozat 5. részeként. Christian Taylor írta, és Kevin Hooks rendezte. Az epizód középpontjában Jack Shephard áll.

## Ismertető
|  | Alább a cselekmény részletei következnek! |

### Visszaemlékezések
A fiatal Jack feldagadt szemmel megy haza az iskolából, mert miután segíteni akart a barátján, Marc Silverman-en, akit meg akartak verni, őt is összeverték. Az apja, Christian Shephard, odahívja magához. Jack elmondja neki mi történt. Az apja – miközben whisky-t iszogat jéggel – elmeséli, hogy volt ma egy sikertelen műtétje, s a szívbeteg kisfiú, akit műtött, életét vesztette. Az, amiért ennek ellenére képes volt jól érezni magát, miután hazajött, az a következmények elfogadása volt. Azt tanácsolja Jacknek, ne akarjon mindenkin segíteni, mert ha nem sikerül, nem fogja tudni elfogadni a következményeket.
Évekkel később, felnőttként, Jack az anyjával beszélget. Az anyja azt mondja neki, Christian elutazott Sydney-be; azt akarja, hogy Jack hazahozza. Jack nem akar elmenni érte, de anyja emlékezteti rá, milyen szörnyű dolgot tett az apjával, mire Jack beleegyezik az utazásba.
Ausztráliában, Jack elmegy a hotelbe, ahol az apja tartózkodott. A hotel-igazgató azt mondja, Christian már három napja elhagyta a szobáját, és azóta nem jött vissza. Jack a szobában több üveg alkoholt, pirulákat, és az apja pénztárcáját is megtalálja. Nem érti miért hagyta a szobájában a tárcáját, ha ilyen hosszú időre elment.
Később, kiderül, hogy Christian meghalt. A hullaházban azt mondják Jacknek, egy sikátorban találtak a halott apjára. Megállapították, hogy a magas véralkohol-szintje vezetett a szíve leállásához.
Az Oceanic Airlines terminálján, Jack vitatkozni kezd a jegyszedővel, mert nem akarja felengedni őt az apja koporsójával, mert nincsenek megfelelő dokumentációi. Jack végül meggyőzi róla a nőt, hogy muszáj hazavinnie és eltemetnie az apját.

### Valós idejű történések (6. nap)
Charlie ijedten ébreszti fel Jacket, mert egy fiatal nő elsodródott a parttól, amikor úszni indult. Jack azonnal utána veti magát. A vízben megtalálja a fuldokló Boone-t (aki szintén a nő megmentéséért úszott be), és kiviszi őt a partra. Jack visszaúszik a nőért, de már nem tudja megmenteni; túl messzire sodródott a parttól. 
Később, miközben Kate a szerencsétlenül járt nőről, Joannáról beszél vele, Jack egy öltönyös férfit lát a tengerben ácsorogni; ugyanazt, akit előző nap is látott, amikor Rose-zal volt. És ugyanúgy, ahogy akkor, a férfi most is egyik pillanatról a másikra eltűnik. Jack megkérdezi Kate-et, ő is látta-e. Kate szerint Jack csak képzelődött, bizonyára azért, mert nem pihente ki magát eléggé.
Hurley és Charlie odamegy Jackhez, hogy közöljenek egy rossz hírt: már csak pár palcak víz maradt, de hamarosan az is el fog fogyni. Boone pedig vitát kezdeményez Jack-kel, amiért őt mentette meg Joanna helyett, és amiért „a vezetőjüknek kiáltotta ki magát”. Jack nemigen figyel Boone-ra, mert ismét látni véli az öltönyös férfit, a dzsungel szélén; utánaszalad, még mielőtt újra szem elől vesztené.
Claire, aki már korábban is mutatott a rosszullétre utaló jeleket, hirtelen összeesik. Kate árnyékos helyre fekteti, Charlie pedig vizet akar vinni neki, de döbbenten tapasztalja, hogy valaki ellopta az összeset. Locke elindul a dzsungelbe, hogy forrást találjon.
Jack megtalálja az öltönyös férfit a dzsungelben, és amikor közelebb megy hozzá, ijedtében hátravágódik. A férfi ugyanis az apja, Christian Shephard, aki Sydney-ben életét vesztette. Mire Jack magához tér a sokkból, az apja ismét eltűnik. Tovább üldözi őt a dzsungelen keresztül, de elbotlik valamiben, és egy meredek sziklaszirtre sodródik. Sikerül megkapaszkodnia néhány növény vastag gyökerében, még mielőtt lezuhanna a szakadékba, de em tud felkapaszkodni. Szerencséjére, Locke éppen arra jár, és felhúzza.
A táborban, tovább folyik a találgatás arról, hogy ki lopta el a vizet. Először Jint és Sunt kezdik el gyanúsítani, majd pedig Sawyert. Végül azonban egyikükről sem bizonyosodik be, hogy valóban lopott volna.
Jack és Locke Jack "hallucinációjáról" beszélgetnek, és Locke az Alice csodaországban című gyerek-könyv fehér nyulához hasonlítja a férfit, akit Jack üldöz. Locke szerint meglehet, hogy mindennek, ami a szigeten történik – beleértve a férfi folytonos megjelenését – meg van az oka. Majd azt mondja Jacknek, „én már szembenéztem a Szigettel, és amit láttam…gyönyörű volt” – utalva ezzel „a Szörny”-nyel való vadászat közbeni találkozására. (Bár Michaelnek azt mondta, nem látott semmit, ez valójában nem igaz.)
Kora éjjel, Jack a túznél üldögél, amikor a „fehér nyúl” (az apja) elhalad mögötte. Jack különös hangot hall: olyan, mint amikor a jégkockák hozzáütődnek a whisky-s pohárhoz. Kezébe vesz egy fáklyát, és követni kezdi a férfit. Talál egy barlangot, tisztavizű forrással, és számos, a repülőgépből elhullott tárgyat is felfedez szerteszéjjel. Megtalálja az apja koporsóját is. Kinyitja, és megrökönyödve szembesül vele, hogy az apja holtteste nincs benne. Dühében szétveri a koporsót.
A tengerparton, Boone vizet ad az eszméletlen Claire-nek. Charlie észreveszi őt, és leleplezi a túlélők előtt, hogy ő lopta el a megmaradt vizüket. Jack pont jókot tér vissza a táborba, még mielőtt a túlélők rátámadnának Boone-ra. Beszámol a forrásról amit a dzsungelben fedezett fel, majd egy emlékezetes beszédben felhívja a túlélők figyelmét arra, hogy nem fog működni a „mindenki önmagáért”. A túléléshez elengedhetetlen az összefogás. „Ha nem tudunk együtt élni másokkal, egyedül, magányosan halunk meg” – mondja Jack. 
|  | Itt a vége a cselekmény részletezésének! |